# 中鋒 (美式足球)

中鋒（Center，簡稱）是美式足球和加拿大式足球中的其中一個位置。在現今的職業美足和加足中，中鋒通常是最矮小的進攻線球員，但這並非代表著他們不重要。國家美式足球聯盟（NFL）中，中鋒平均體重超過300磅（130公斤），身高超過6呎（180公分）高。
中鋒位於進攻線的中央，在每次進攻開始時，從雙腳下傳（或長傳，「snap」）球給四分衛。